# Helmut Hartwig (Autor)
Helmut Hartwig (* 1936 in Gelnhausen) ist ein deutscher Autor und emeritierter Hochschullehrer.
Hartwig studierte an der Goethe-Universität Frankfurt am Main Germanistik, Soziologie und Philosophie. Seit 1972 ist er ordentlicher Professor an der Universität der Künste Berlin. Seine Arbeitsschwerpunkte sind ästhetische Aneignungs- und Vermittlungsprozesse zwischen Kunst und Alltag. Er ist Gründer des Instituts für Kunst im Kontext an der Universität der Künste Berlin, wo er bis zum Jahre 2014 lehrte.
Helmut Hartwig ist Gründungsmitglied und langjähriger Redakteur der Zeitschrift Ästhetik & Kommunikation.

## Veröffentlichungen (Auswahl)
als Autor
- mit Karl Riha: Politische Ästhetik und Öffentlichkeit 1848 im Spaltungsprozess des historischen Bewusstseins. Gießen 1974.
- Jugendkultur. Ästhetische Praxis in der Pubertät. Rowohlt, Reinbek bei Hamburg 1980, ISBN 3-499-17327-1.
- Phantasieren – im Bildungsprozess? Hamburg Univ. Press, Hamburg 2004. ISBN 3-937816-03-8.
- Die Grausamkeit der Bilder: Horror und Faszination in alten und neuen Medien. Quadriga Verlag, Weinheim/Berlin 1986, ISBN 3-88679-804-6.
- Schnee Schnee. Nachruf auf eine Jahreszeit die entschwindet. Berlin 2016, ISBN 978-3-9816700-3-5.
- HERZ_NICHTHERZ. Zur verlorenen Erotik des Herzzeichens.  Berlin 2020, ISBN 978-3-9820039-2-4

als Herausgeber
- Sehen lernen – Kritik und Weiterarbeit am Konzept Visuelle Kommunikation. Dumont, Köln 1976, ISBN 3770108582.
- mit Helmut Hartwig und Karl-Heinz Menzen: Kunsttherapie. Verlag Ästhetik und Kommunikation, Berlin 1984, ISBN 3882451173.